# Гулиев, Эмин Александрович
Эмин Александрович Гулиев (азерб. Emin Aleksandroviç Quliyev; род. 8 октября 1975, Баку) — азербайджанский пловец, участник чемпионата мира и Европы 2000 года, а также летних Олимпийских игр 1996 года в Атланте и Олимпийских игр 2000 года в Сиднее, первый представитель Азербайджана в плавании на Олимпийских играх.

## Биография
Эмин Александрович Гулиев родился 8 октября 1975 года.
В 1996 году на дебютных для Азербайджана Олимпийских играх в Атланте выступал на соревнованиях по плаванию на 50 м вольным стилем. На этих Играх Гулиев проплыл дистанцию за 25.23 секунды в предварительном заплыве и стал 8-м в третьем заплые. Среди всех же участников он занял 59-е место и не прошёл в финал.
В марте 2000 года Эмин Гулиев принял участие на чемпионате мира по плаванию на короткой воде в Афинах, где в плавании на 50 м показал результат в 24.69 секунды, став 45-м в квалификации, а в плавании на 100 м показал результат в 54.17 секунды, заняв 41-е место в квалификации.
В июле 2000 года Гулиев выступил на чемпионате Европы в Хельсинки. На этом турнире в плавании на 50 м азербайджанский пловец показал результат в 25.24 секунды, став 51-м в квалификации, а в плавании на 100 м показал результат в 56.20 секунды, заняв 55-е место в квалификации.
На вторых для себя и своей страны Олимпийских играх 2000 года в Сиднее Гулиев проплыл дистанцию в 50 м за 25.36 секунды в предварительном заплыве и стал 7-м в третьем заплые. Среди всех же участников он занял 60-е место и не прошёл в финал.